# Parascolopsis tanyactis
Parascolopsis tanyactis là một loài cá biển thuộc chi Parascolopsis trong họ Cá lượng. Loài cá này được mô tả lần đầu tiên vào năm 1986.

## Từ nguyên
Từ định danh tanyactis được ghép bởi hai âm tiết trong tiếng Hy Lạp cổ đại: tănúō (τανύω; "căng rộng") và aktī́s (ἀκτίς; "tia"), hàm ý đề cập đến tia vây lưng thứ tư và thứ năm vươn dài của cá trưởng thành loài này.

## Phân bố và môi trường sống
P. tanyactis có phân bố từ miền trung Philippines, phía bắc Sabah của Malaysia, các đảo phía đông nam Indonesia và bờ tây bắc Úc.
P. tanyactis sống trên nền đáy trầm tích mềm ở vùng nước ngoài khơi, độ sâu khoảng 40–250 m.

## Mô tả
Chiều dài cơ thể lớn nhất được ghi nhận ở P. tanyactis là 21 cm.
Số gai vây lưng: 10; Số tia vây lưng: 9; Số gai vây hậu môn: 3; Số tia vây hậu môn: 7; Số gai vây bụng: 1; Số tia vây bụng: 5; Số tia vây ngực: 14–15; Số vảy đường bên: 35–38.

## Sinh thái
Thức ăn của P. tanyactis là các loài thủy sinh không xương sống.

## Sử dụng
P. tosensis chỉ là sản lượng không mong muốn trong nghề đánh bắt thủ công.